# Arsilda regina di Ponto
Arsilda regina di Ponto é uma das óperas do compositor do período barroco: Antonio Vivaldi.